# Arquebuse (contre-torpilleur)
L'Arquebuse est un contre-torpilleur français de 300 tonnes de classe Arquebuse en service actif entre 1903 et 1919. Il fut réalisé principalement par le chantier Augustin Normand au Havre

## Caractéristiques
- Déplacement de 302 tonnes
- Moteur de 6 300 chevaux
- Dimensions : 58,3 × 6,4 × 3,2 m
- Vitesse PMP : 30 nœuds[2].